# Eduardo Cumar
Eduardo Ignacio Cumar Valdés es un actor y director de teatro de la Compañía El Acierto, además de profesor de actuación y Oratoria de la I.Municipalidad de Zapallar, Gestor Cultural de la Corporación Cultural de Las Condes (2003-2018)
Es egresado de la Escuela de Artes Vocales "Alicia Puccio" 1992-1994
Es egresado de la Escuela de Teatro Profesional "Imagen" (Dir. Gustavo Meza)
Es egresado de Coaching profesional de la escuela "Latam Coaching Network" 

## Filmografía
- Cachimba

## Teleseries
| Teleseries | Teleseries            | Teleseries           | Teleseries  |
| Año        | Teleserie             | Rol                  | Canal       |
| ---------- | --------------------- | -------------------- | ----------- |
| 2009       | Los Exitosos Pells    | Cristián Lombardi    | TVN         |
| 2009       | Los Ángeles de Estela | Gastón Astaburuaga   | TVN         |
| 2010       | Primera Dama          | Ignacio Solabarrieta | Canal 13    |
| 2011       | Aquí mando Yo         | Mauro Ayala          | TVN         |
| 2012       | Maldita               | Ricardo Osorio       | Mega        |
| 2013       | Graduados             | Santiago Cartes      | Chilevisión |
| 2013       | Socias                | Alejandro Pastrana   | TVN         |
| 2014       | Valió la pena         | Arturo Santa Cruz    | Canal 13    |
| 2016       | Pobre Gallo           | Roberto Ossandón     | Mega        |

## Series y Unitarios
| Series y Unitarios | Series y Unitarios                   | Series y Unitarios | Series y Unitarios |
| Año                | Teleserie                            | Rol                | Canal              |
| ------------------ | ------------------------------------ | ------------------ | ------------------ |
| 2000               | La otra cara del espejo              |                    | Mega               |
| 2009               | Nadie me entiende                    | Padre de Antonia   | Canal 13           |
| 2009               | Mea Culpa                            | Álvaro Bustamante  | TVN                |
| 2011               | Ala Chilena                          | Juan Pablo         | TVN                |
| 2012               | El diario secreto de una profesional | Patricio "Pato"    | TVN                |
| 2015               | Juana Brava                          |                    | TVN                |

## Teatro (Dirección)
- "La Sienita" (2001)
- "La Bella y la Bestia" (2003)
- "Alicia en el país de las Maravillas" (2004)
- "La Quiero Mucho Poquito o Nada" (2005)
- "La Cenicienta" (2007)
- "Ánimas de Día Claro" (2009)
- "El Desvarío" (2011)
- "Rapunzel" (2014)
- "Viejo, Guatón y Pelado Pero Igual lo Amo" (2014)
- "Aladino" (2016)
- "El Mago de Oz" (2017)
- "La Brigada del Saber" (2018)
- "El Jorobado de Notre Dame" (2019)